# The Measure of a Man
The Measure of a Man er en amerikansk stumfilm fra 1916 af Jack Conway.

## Medvirkende
- J. Warren Kerrigan som John Fairmeadow.
- Louise Lovely som Pattie Batch.
- Katherine Campbell som Jenny Hendy.
- Ivor McFadden som Billy.
- Marion Emmons som Donnie.